# Jamathi
Jamathi fou una empresa neerlandesa que va construir motocicletes de competició per a participar al campionat del món de motociclisme en la cilindrada dels 50cc entre 1967 i 1974. Fundada per Jan Thiel i Martin Mijwaart, el nom de la marca era un acrònim del d'ambdós socis: Jan, Martin, Thiel.

## Història

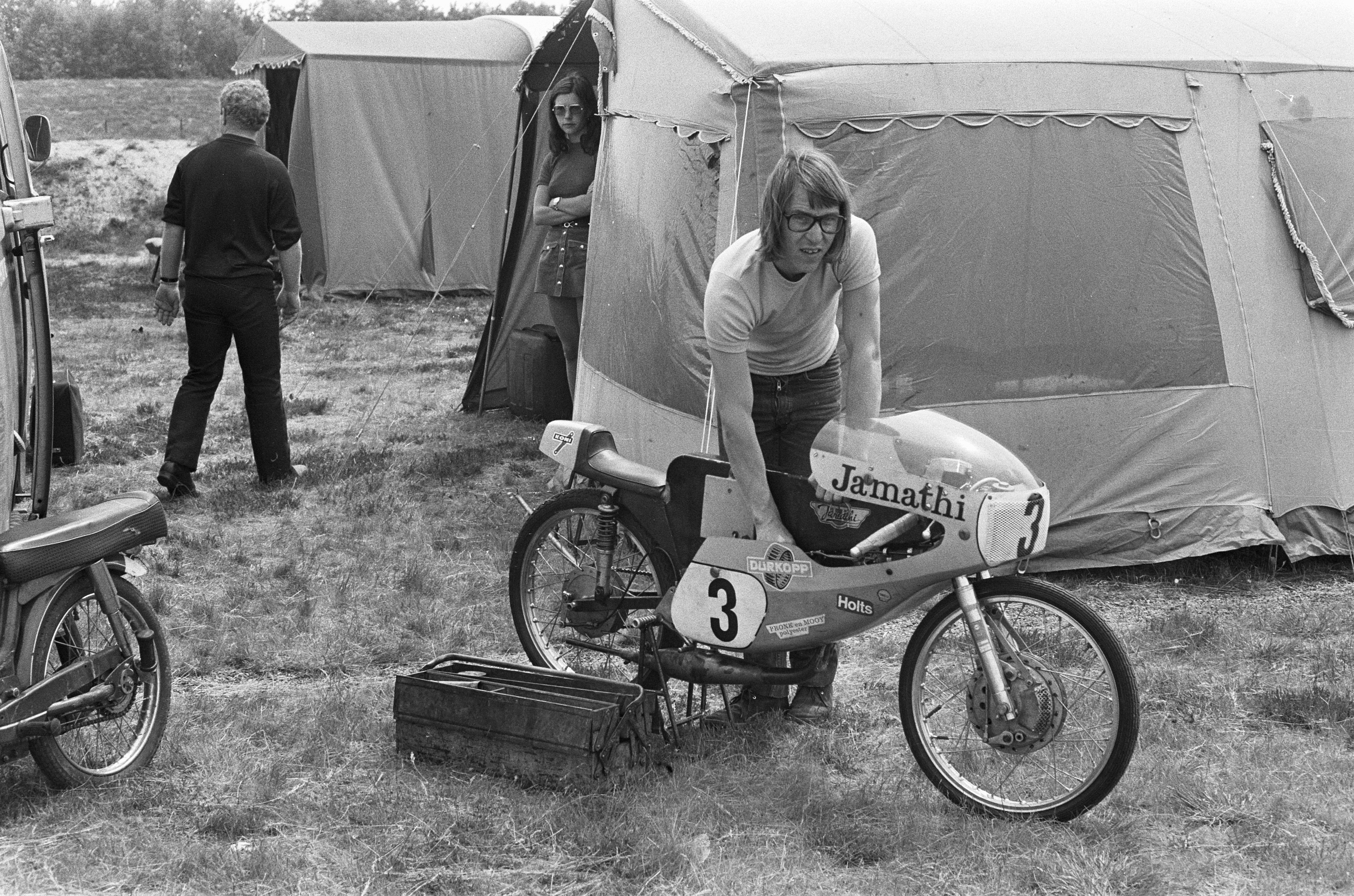
Theo Timmer anb la Jamathi el 1973

Els orígens de Jamathi es remunten a 1962, quan els dos amics Jan Thiel i Martin Mijwaart van començar a construir a Nederhorst den Berg (Holanda del Nord) les seves pròpies motocicletes tot muntant peces de Royal Nord, Kreidler, Adler i NSU. En pocs anys, gràcies també a l'acord amb Morini Franco Motori per al subministrament de motors, van aconseguir construir una moto capaç de competir amb les marques més consolidades. En el seu debut, al Dutch TT d'Assen de 1967, van col·locar dues motos entre els deus primers classificats: Paul Lodewijkx en sisena posició i el mateix Mijwaart en la setena.
L'any següent, 1968, Lodewijkx va guanyar a Assen i va acabar la temporada com subcampió del món amb la Jamathi. Al mundial de 1969 la marca va obtenir tres victòries (als Grans Premis de Txecoslovàquia, Itàlia i Iugoslàvia) i un cinquè lloc final a la classificació de pilots. El 1970, Aalt Toersen, el nou pilot oficial de la marca, va guanyar tres Grans Premis més (els de Bèlgica, la RDA i Txecoslovàquia) i va acabar la temporada com a subcampió del món. L'any següent, 1971, Toersen, tot i no guanyar, encara va aconseguir ocupar el sisè lloc final al campionat. Els dos anys següents, amb Theo Timmer de pilot, Jamathi va aconseguir dos tercers llocs consecutius a la classificació de pilots i la victòria al GP de la RDA (1972) i al GP d'Alemanya (1973).
La temporada de 1974, l'últim any de participació de Jamathi al mundial, tot i que l'empresa es va veure obligada a tancar per dificultats econòmiques encara va aconseguir algunes bones classificacions. Coincidint amb el tancament de l'empresa, els dos tècnics van acceptar una oferta de l'empresari italià Egidio Piovaticci i el pilot Eugenio Lazzarini per a incorporar-se al seu equip. A partir d'aleshores, l'equip italià va disposar d'una nova i competitiva Piovaticci 50cc que no era més que una Jamathi posada al dia. Dos anys després, aquella Piovaticci va ser la base de la Bultaco TSS Mk2, la moto amb què Bultaco va guanyar quatre títols mundials els anys següents amb els pilots Ángel Nieto i Ricardo Tormo.